# Лоутер, Уильям, 1-й граф Лонсдейл
Уильям Лоутер, 1-й граф Лонсдейл (англ. William Lowther, 1st Earl of Lonsdale; 29 декабря 1757 — 19 марта 1844) — британский консервативный политик и дворянин. Он был известен как сэр Уильям Лоутер, 2-й баронет из Литтл-Престона с 1788 по 1802 год, и Уильям Лоутер, 2-й виконт Лоутер, с 1802 по 1807 год.

## Происхождение и образование
Родился 29 декабря 1757 года. Старший сын преподобного сэра Уильяма Лоутера, 1-го баронета из Литтл-Престона и Суиллингтона (1707—1788), и его жены Энн Зуш (? — 1759). Младший брат — сэр Джон Лоутер, 1-й баронет (1759—1844), который также женился на дочери 9-го графа Уэстморленда. Его отец, рукоположённый священник, служивший ректором Суиллингтона с 1757 по 1788 год, унаследовал поместье Суиллингтон в 1763 году после смерти своего двоюродного брата сэра Уильяма Лоутера, 2-го баронета (1694—1763).
Его отец Уильям, сын Кристофера Лоутера, был внуком сэра Уильяма Лоутера (1639—1705), члена Палаты общин. Его бабушкой и дедушкой по материнской линии были Чарльз Зуш, викарий Сандал Магна, и Дороти Нортон.
Он получил образование в Вестминстере в 1771 году и Тринити-колледже в Кембридже в 1776 году.

## Карьера
Уильям Лоутер заседал в Палате общин Великобритании от Эпплби (1780—1781), Карлайла (1780—1784), Камберленда (1784—1790), Ратленда (1796—1802).
15 июня 1788 года он сменил своего отца на посту второго баронета Литтл-Престона. В 1802 году он унаследовал титулы виконта Лоутера и барона Лоутера от своего умершего дальнего родственника, Джеймса Лоутера, 1-го графа Лонсдейла (1736—1802), а также его огромные поместья.
С 1802 по 1844 год он занимал должность лорда-лейтенанта Камберленда и Уэстморленда.
В 1807 году Уильям Лоутер был награждён титулом графа Лонсдейла и Орденом Подвязки.
Угольный магнат, он потратил 200 000 фунтов стерлингов на поместье Лоутер и построил новый замок Лоутер. Покровитель ряда художников и писателей, включая Уильяма Вордсворта.

## Личная жизнь
12 июля 1781 года лорд Лонсдейл женился на леди Огасте Фейн (18 сентября 1761 — 6 марта 1838), старшей дочери Джона Фейна, 9-го графа Уэстморленда, и его первой жены Августы Берти (старшей дочери лорда Монтегю Берти, четвёртого сына от второй жены Роберта Берти, 1-го герцога Анкастера и Кестевена). У супругов было шестеро детей:
- Уильям Лоутер, 2-й граф Лонсдейл (30 июля 1787 — 4 марта 1872), который никогда не был женат, но имел как минимум троих внебрачных детей, которых он признал.
- Достопочтенный Генри Сесил Лоутер (27 июля 1790 — 6 декабря 1867), женившийся на леди Люси Элеоноре Шерард, дочери Филиппа Шерарда, 5-го графа Харборо[1].
- Леди Элизабет Лоутер (? — 12 февраля 1869), умершая незамужней[1].
- Леди Мэри Лоутер (2 ноября 1781 — 21 октября 1862), в 1820 году вышедшая замуж за генерал-майора, лорда Фредерика Кавендиша-Бентинка, сына 3-го герцога Портленда. Леди Мэри, художница-любитель, обучалась у Джозефа Фарингтона и Питера де Винта[6].
- Леди Энн Лоутер (? — 8 ноября 1871), в 1817 году вышедшая замуж за сэра Джона Беккета, 2-го баронета[1].
- Леди Грейс Кэролайн Лоутер (17 февраля 1792 — 1 ноября 1883), в 1815 году вышедшая замуж за Уильяма Вейна, 3-го герцога Кливленда[1].

Уильям Лоутер также увлекался охотой на лис, будучи мастером Коттсморской охоты (1788—1802, 1806—1842).
Лорд Лонсдейл умер в Йорк-хаусе, Твикенем, 19 марта 1844 года.